# Oliver Bierhoff
Oliver Bierhoff (* 1. Mai 1968 in Karlsruhe) ist ein ehemaliger deutscher Fußballspieler und heutiger Funktionär. Der kopfballstarke Stürmer gewann mit der deutschen Nationalmannschaft die Europameisterschaft 1996 und wurde im Jahr 1998 Torschützenkönig der italienischen Serie A sowie 1999 mit der AC Mailand italienischer Meister.
Er war von 2004 bis 2022 Funktionär beim Deutschen Fußball-Bund, zunächst als Manager der deutschen Nationalmannschaft der Männer. Im Zuge von Strukturreformen wurde er 2018 einer von vier DFB-Direktoren (Direktor Nationalmannschaften und Akademie) und 2022 Geschäftsführer der deutschen Nationalmannschaft (Geschäftsführer Nationalmannschaften und Akademie). Nach dem Ausscheiden der Nationalmannschaft bei der Weltmeisterschaft 2022 in der Vorrunde wurde sein Vertrag mit dem DFB im Dezember 2022 vorzeitig aufgelöst. Seit Oktober 2023 arbeitet er als Berater des US-amerikanischen Football-Teams New England Patriots.

## Spielerkarriere

### Verein
Bierhoffs erster Jugendverein war die Essener SG 99/06. Später spielte er unter anderem zusammen mit Jens Lehmann, mit dem er weiterhin eine Freundschaft unterhält, bei Schwarz-Weiß Essen in der Jugendabteilung. 1985 wechselte er in die erfolgreiche A-Jugend von Bayer Uerdingen (heute KFC Uerdingen 05), wo er ab 1986 als Profi in der Fußball-Bundesliga spielte. Nach einer sportlich durchwachsenen Zeit beim Hamburger SV wurde er im Dezember 1989 mittels Leihabkommen an Borussia Mönchengladbach abgegeben. Im Sommer 1990 verkaufte der HSV Bierhoff für 275 000 D-Mark nach Österreich zum SV Austria Salzburg, wo er in der Saison 1990/91 23 Tore erzielte.
Nach einer Saison in Salzburg wurde Bierhoff von Inter Mailand gekauft und direkt in die italienische Serie B zu Ascoli Calcio weiterverliehen. Nach vier Jahren, er hatte bis dahin 48 Tore erzielt, wechselte er 1995 in die Serie A zu Udinese Calcio. Hier war er sehr erfolgreich, in 86 Pflichtspielen gelangen ihm 57 Treffer. In der Saison 1997/98 wurde er mit 27 Toren Torschützenkönig der Serie A. 1998 wurde Bierhoff aufgrund dieser Erfolge zum Fußballer des Jahres in Deutschland gewählt. Im selben Jahr wurde er von der AC Mailand verpflichtet, wo er 1999 italienischer Meister wurde. Bierhoff blieb drei Jahre bei Milan und erzielte insgesamt 37 Tore.
2001 wechselte er zur AS Monaco und beendete seine Laufbahn als aktiver Fußballer 2003 bei Chievo Verona. Insgesamt schoss er in der Serie A 104 Tore.

### Nationalmannschaft

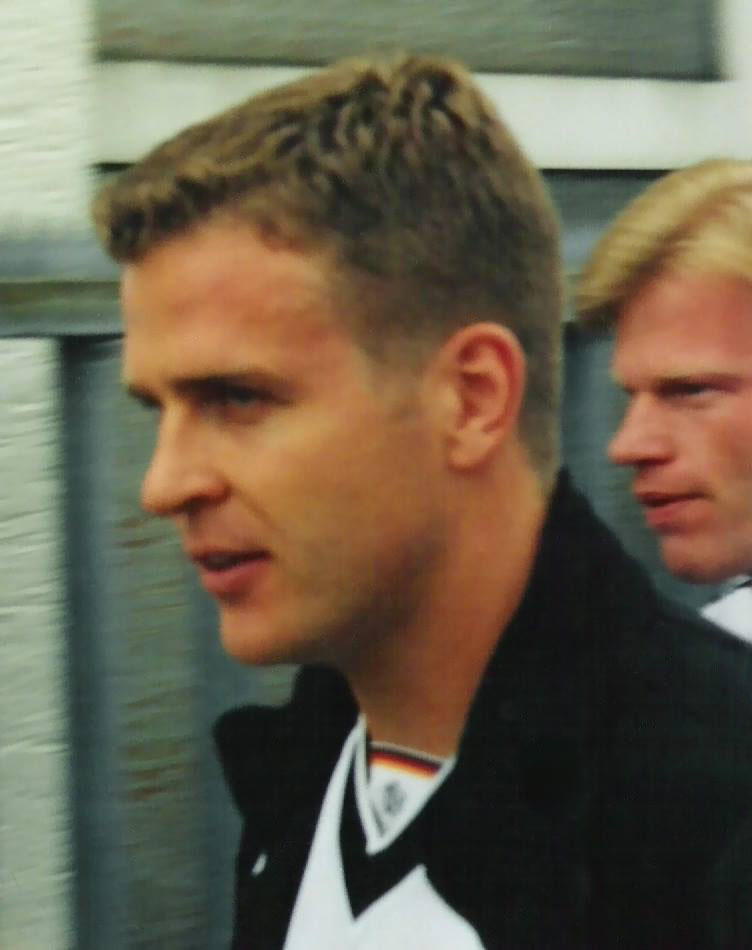
Oliver Bierhoff im Trikot der Nationalmannschaft (1999); rechts Oliver Kahn

1987 nahm Bierhoff mit der Bundeswehr-Nationalmannschaft an der Militär-Weltmeisterschaft in Italien teil und belegte mit dieser den zweiten Rang. Von 1988 bis 1990 bestritt er zehn Partien für die U-21-Nationalmannschaft.
Bierhoff gab mit 27 Jahren sein Debüt in der Nationalmannschaft, als er am 21. Februar 1996 im Spiel gegen Portugal eingewechselt wurde (2:1). Vier Monate nach seinem Debüt schaffte er den Sprung in den Kader für die Fußball-Europameisterschaft 1996 in England unter Bundestrainer Berti Vogts. Im Finale gegen Tschechien wurde er beim Stand von 0:1 in der 69. Minute eingewechselt. Knapp vier Minuten später gelang ihm der Ausgleichstreffer per Kopfballtor. In der anschließenden Verlängerung schoss er mit dem ersten Golden Goal der Herren in der Turniergeschichte Deutschland zum Titel.
Bei der Qualifikation zur Weltmeisterschaft 1998 gelang Bierhoff beim Spiel gegen Nordirland der schnellste Hattrick in der Geschichte des DFB, als er beim Stand von 0:1 in der 69. Minute eingewechselt wurde und binnen sechs Minuten drei Tore zum 3:1-Endstand erzielte. Bei der Fußball-Weltmeisterschaft 1998 in Frankreich schoss er insgesamt drei Tore, schied aber mit der Mannschaft im Viertelfinale gegen Kroatien durch eine 0:3-Niederlage aus dem Turnier aus.
Bei der Europameisterschaft 2000 in den Niederlanden und Belgien führte er die Nationalmannschaft zunächst als Kapitän an. Bei einem (auf Wunsch des damaligen DFB-Präsidenten Egidius Braun auf dem Platz von dessen Heimatverein SV Breinig ausgetragenen) öffentlichen Training nach dem ersten Gruppenspiel zog er sich jedoch beim Aufwärmen einen Muskelfaserriss zu und fiel für den Rest des Turniers aus.
2002 nahm er mit der Nationalmannschaft an der Weltmeisterschaft in Japan und Südkorea teil, wo die Mannschaft Vize-Weltmeister wurde. Das Finalspiel gegen Brasilien am 30. Juni 2002, das mit 0:2 verloren wurde, war zugleich sein letztes Spiel in der Nationalmannschaft.
Bierhoff trug in 70 A-Länderspielen das Trikot der deutschen Nationalmannschaft und erzielte dabei 37 Treffer.

## Funktionär bei der deutschen Nationalmannschaft
Nachdem Bierhoff gemeinsam mit Oliver Welke einige Spiele der UEFA Champions League für den TV-Sender Sat.1 kommentiert hatte, trat er zwei Jahre nach seinem letzten Länderspiel mit dem Dienstantritt von Jürgen Klinsmann als Cheftrainer der deutschen Nationalmannschaft am 29. Juli 2004 die Stelle des Teammanagers der Nationalmannschaft an. Diese Stelle wurde eigens für Bierhoff geschaffen und gab es in dieser Art und Weise zuvor nicht. Auch unter Trainer Joachim Löw behielt er den Posten des Managers. Von Oktober 2007 bis zu einer Satzungsänderung im März 2022 war Bierhoff damit gleichzeitig kooptiertes Mitglied im Präsidium des Deutschen Fußball-Bundes. Seither darf er nur noch als Gast an Sitzungen des DFB-Führungsgremiums teilnehmen.
Bierhoffs Auftreten als Teammanager der Nationalmannschaft war von Anfang an nicht unumstritten. Bis heute werden ihm von Fans und den Medien teilweise Arroganz und Besserwisserei zugeschrieben. Vorgeworfen wurde ihm auch, dass er parallel zu seinem Vertrag mit dem DFB einige private Werbeverträge und damit auch Nebentätigkeiten nicht sofort gekündigt habe.
2007 wurde ein Disput zwischen Bierhoff und Rudi Völler über die Medien ausgetragen. Völler wehrte sich mit teils derben Ausdrücken gegen Bierhoffs Aussagen, der die Arbeit der Bundesligavereine kritisierte und empfahl, diese sollten sich an der Trainingsphilosophie der Nationalelf orientieren.
Nach dem verlorenen EM-Finale gegen Spanien 2008 (0:1) ging Michael Ballack noch auf dem Spielfeld auf Bierhoff zu und beschimpfte ihn mit offenbar obszönen Worten, weil Bierhoff ihn aufgefordert hatte, mit einem Danke-Transparent zu den Fans in die Kurve zu gehen. Beobachter werteten dies als Ausdruck von Kritik an der Arbeit Bierhoffs, der unter den Spielern auch als effekthaschender Eventmanager betitelt wurde.

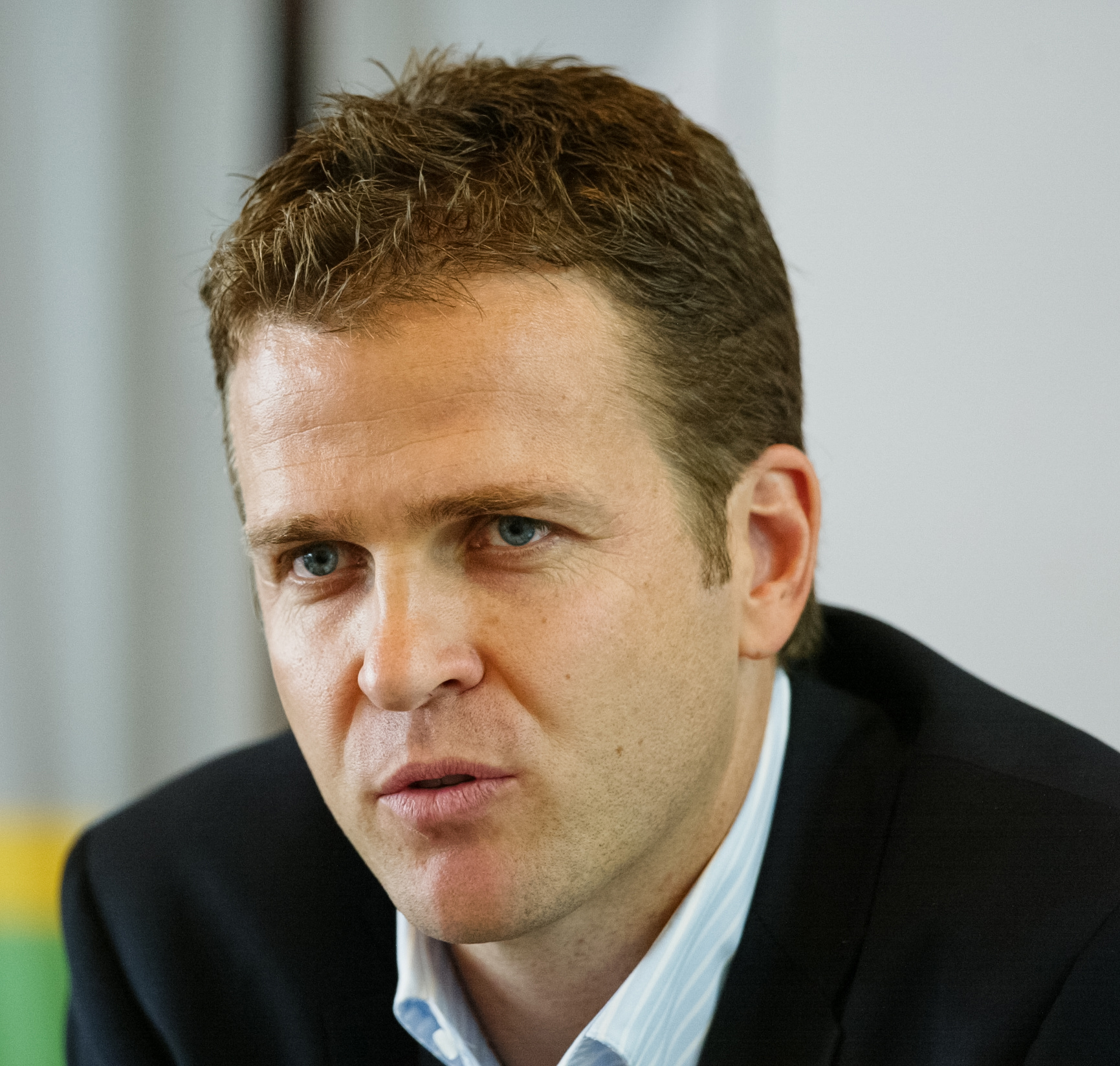
Oliver Bierhoff (2006)

Als im Februar 2010 die Verträge von Bierhoff und Joachim Löw mit dem DFB verlängert werden sollten, wurden die Gespräche mit Theo Zwanziger nach einer gescheiterten Verhandlung abgebrochen und bis auf weiteres verschoben. Grund waren die Forderungen von Löw und Bierhoff, auf die Zwanziger nicht eingehen wollte. So habe Bierhoff u. a. ein Vetorecht für eine etwaige Neubesetzung des Bundestrainerpostens gefordert. Am 20. Juli 2010 gab Bierhoff gemeinsam mit Joachim Löw seine Vertragsverlängerung bis 2012 bekannt. Am 15. März 2011 gab der DFB die Vertragsverlängerung mit dem Trainerstab um Joachim Löw sowie mit Bierhoff bekannt. Die Verträge wurden um weitere zwei Jahre bis zum 31. Juli 2014 ausgeweitet. 2014 gewann Bierhoff mit der deutschen Nationalmannschaft den Weltmeistertitel. Er sagte einige Monate auf die WM-Elf zurückblickend, in der Außenwirkung im Ausland sei der sportliche Aspekt nach hinten gerutscht und das Auftreten der deutschen Mannschaft habe im Vordergrund gestanden.
Im März 2015 wurde Bierhoff neben seiner Arbeit für die Nationalmannschaft Projektleiter für die geplante DFB-Akademie.
Im Juni 2015 etablierte Bierhoff den Namen DIE MANNSCHAFT als neuen Marketingslogan für die deutsche Nationalmannschaft. Der Schriftzug prangt seither groß auf dem Teambus der Nationalelf und ist auf den Kragen der Trikots der Nationalspieler aufgedruckt. DIE MANNSCHAFT sollte analog zu Seleção (Spitzname für die Brasilianische Nationalmannschaft), Azzurri (Italien) oder l'équipe (=„Die Mannschaft“ auf Französisch für die Französische Nationalmannschaft) als neuer Markenkern fungieren. Der neue Slogan wurde dabei von manchen als künstlich empfunden, obwohl die deutsche Nationalmannschaft im Ausland schon länger als „La Mannschaft“, „El Mannschaft“ oder „Mannschaft“ bekannt war und nur im Inland noch nicht entsprechend vermarktet wurde. Insbesondere nach dem frühzeitigen Ausscheiden der Nationalmannschaft aus der WM 2018 erfuhr der Slogan heftige Kritik und wurde stellvertretend als Symbol für „Abgehobenheit“ und „Entfremdung von den Fans“ Bierhoffs und des DFB-Präsidiums wahrgenommen. DFB-Präsident Reinhard Grindel äußerte daraufhin, er nehme auch wahr, dass an der Basis der Begriff Die Mannschaft als sehr künstlich empfunden werde und dachte daher sogar über eine Abschaffung des Begriffs nach. Zum Titelgewinn 2014 erschien zudem der Film Die Mannschaft.
Vom 1. Januar 2018 bis März 2022 war Bierhoff nach einer Strukturreform einer von vier (bis 31. Dezember 2017: sieben) DFB-Direktoren. Er war zuständig für den Bereich Nationalmannschaften und Fußballentwicklung (auch als Direktor Nationalmannschaften und Akademie bezeichnet). In Bierhoffs Verantwortungsbereich fielen das Management und die sportliche Leitung der Nationalmannschaften (Frauen und Männer) – Oliver Bierhoff war der Vorgesetzte des sportlichen Leiters Joti Chatzialexiou – sowie der DFB-Akademie mit den dazugehörigen Bereichen (Trainer, Ausbildung, Scouting usw.). Der Posten des Sportdirektors, den zuvor Hansi Flick und interimsweise Horst Hrubesch bekleidet hatten, wurde im Rahmen der Strukturreform im Oktober 2017 abgeschafft.
Im Mai 2018 gab der DFB die vorzeitige Verlängerung von Bierhoffs Vertrag bis 2024 bekannt.
Bei der WM 2018 schied die deutsche Nationalmannschaft bereits in der Vorrunde aus und belegte den letzten Platz in Gruppe F. Danach gerieten auch Bierhoff und Bundestrainer Joachim Löw in die Kritik, DFB-Präsident Grindel und das restliche Präsidium stärkten jedoch Bierhoff und Löw den Rücken. Im Zuge der Aufarbeitung des Ausscheidens bei der WM kam es auch mit ca. 110 Minuten zur längsten Pressekonferenz der DFB-Geschichte, bei der sich Bierhoff und Löw den Fragen der Journalisten stellten.
Im Zug einer Umstrukturierung des DFB und Ausgliederung in die DFB GmbH & Co. KG wurde Bierhoff 2022 Geschäftsführer der deutschen Nationalmannschaft (Geschäftsführer Nationalmannschaften und Akademie der DFB GmbH & Co. KG).
Am 5. Dezember 2022 trennten sich der DFB und Bierhoff durch die vorzeitige Auflösung seines bis 2024 laufenden Vertrages nach dem Ausscheiden der Nationalmannschaft in der Vorrunde der Fußball-Weltmeisterschaft 2022. Sein Nachfolger wurde Andreas Rettig.
Bierhoff ist Kuratoriumsmitglied der Egidius-Braun-Stiftung.

## Funktionär bei den New England Patriots
Bierhoff wechselte 2023 vom Fußball zum Football. Seit Oktober 2023 bekleidet er beim NFL-Team New England Patriots die Position des „Business Advisors“ (Berater). Seine Aufgabe ist es, das Team bei der Ausweitung seiner Aktivitäten in den deutschsprachigen Ländern zu unterstützen.

## Kritik
Im August 2010 machte Oliver Bierhoff durch die Mitunterzeichnung des Energiepolitischen Appells, einer Lobbyinitiative der vier großen Stromkonzerne gegen einen deutschen Ausstieg aus der Atomenergie, auf sich aufmerksam. In die Kritik geriet Bierhoff dabei, weil er die in verschiedenen Tageszeitungen abgedruckte ganzseitige Zeitungsanzeige im Namen seiner Funktion als Manager der Nationalmannschaft unterzeichnet hat. Der DFB distanzierte sich später jedoch von diesem energiepolitischen Appell. Bierhoff habe seine Meinung lediglich unter Angabe seiner Berufsbezeichnung Manager der Fußball-Nationalmannschaft, und nicht im Namen des DFB geäußert.
Am 25. März 2011 äußerte sich Bierhoff in einem Interview der Bild-Zeitung kritisch über eine ausgestrahlte Folge der Fernsehserie Tatort, die sich mit der Thematik Homosexualität im Fußball auseinandersetzte. In der Sendung fielen unter anderem Sätze wie „Wissen Sie, die halbe Nationalmannschaft ist angeblich schwul, einschließlich Trainerstab. Das ist doch schon so eine Art Volkssport, das zu verbreiten.“ Bierhoff wertete die Aussagen in dem Film „als einen Angriff auf […] die Familie der Nationalelf.“ Ihm wird vorgeworfen, damit indirekt festgestellt zu haben, der Fußball müsse vor homosexuellen Einflüssen geschützt werden.
Die Deutsche Akademie für Fußball Kultur, der Prominente wie der ehemalige bayerische Ministerpräsident Günther Beckstein angehören, veröffentlichte einen offenen Brief des schwul-lesbischen Fußballnetzwerks Queer Football Fanclubs, dergestalt Bierhoff Homophobie im Fußball ein Gesicht gegeben habe. Die heftige Reaktion Bierhoffs sowie die Nutzung des Begriffs Familie als vermeintlichen Gegensatz zu Homosexualität sei entlarvend, hieß es in der Erklärung. Und Oliver Blaschke urteilte zu diesem Vorgang in der Wochenzeitung Die Zeit: „Solche Ressentiments, verbreitet über die größte deutsche Boulevardzeitung, können für ein gesellschaftliches Klima gefährlicher sein als brachialer Schwulenhass in der Fankurve.“
In der Diskussion um die Affäre von İlkay Gündoğan und Mesut Özil um ein Treffen mit dem türkischen Staatspräsidenten Erdoğan im Vorfeld der WM 2018, das in zeitlicher Nähe zu den Wahlen in der Türkei am 26. Juni stattfand, wurde Bierhoff „eine fatale Strategie“ der Verdrängung und des Aussitzens vorgeworfen. Er habe versäumt, „die beiden Spieler zu einer klaren Stellungnahme in der Öffentlichkeit zu bewegen oder Konsequenzen zu ziehen“.
Nach dem Ausscheiden der Nationalmannschaft aus der WM 2018 bereits in der Vorrunde, nach der man den letzten Platz in Gruppe F belegt hatte, äußerte Bierhoff in einem Welt-Interview: „Wir haben Spieler bei der deutschen Nationalmannschaft bislang noch nie zu etwas gezwungen, sondern immer versucht, sie für eine Sache zu überzeugen. Das ist uns bei Mesut nicht gelungen. Und insofern hätte man überlegen müssen, ob man sportlich auf ihn verzichtet.“ Daraufhin wurde Bierhoff vorgeworfen, er stemple Mesut Özil zum „Sündenbock“ für das Ausscheiden der Nationalelf ab. Özils Leistung während der WM wurde von einigen Beobachtern und Fußballfans ohnehin kritisch gesehen. Bierhoff gab bereits am nächsten Tag ein Interview im ZDF-WM-Studio mit Oliver Welke und Oliver Kahn, in dem er mitteilte, dass er sich falsch verstanden fühle: Er habe gemeint, wenn man als Team auf Özil verzichtet hätte, dann nur aus sportlichen Gründen und nicht wegen des Erdoğan-Fotos. Man habe Özil nominiert und dazu stünden er und Jogi Löw auch. Die Passage, die missinterpretiert worden sei, sei ihm beim Gegenlesen des Welt-Interviews nicht aufgefallen. Auch DFB-Präsident Reinhard Grindel verwies später mehrmals darauf, dass Bierhoff sich missverstanden fühle.
Nach dem Ausscheiden aus der WM 2018 erhielt Bierhoff viel Kritik: So wurde ihm vorgeworfen, er habe mit Watutinki das falsche Quartier für die DFB-Elf ausgewählt. Das Campo Bahia, das man in Brasilien 2014 während des Titelgewinns bezog, habe eine ganz andere Ausstrahlung als das schattige, am Wald gelegene Watutinki gehabt. Das sonnige Sotschi am Schwarzen Meer wäre als WM-Quartier besser gewesen. Zumal die Nationalmannschaft während des Confed Cups 2017 (wo sie den Titel errang) das Quartier in Sotschi bezog und Löw während der WM, als die Nationalmannschaft gegen Schweden in Sotschi spielte, sich öffentlich in Sotschi präsentierte, sich entspannt an einen Laternenpfahl lehnte und an der Promenade entlang schlenderte. Der Bundestrainer soll mit der Entscheidung sehr unzufrieden gewesen sein. Bierhoff begründete seine Entscheidung für Watutinki mit strategischen Gründen, denn wäre man Gruppenerster geworden, wovon man vor der WM ausging, hätte man weniger Reisestrapazen gehabt. Außerdem hätte Sotschi über keinen Trainingsplatz verfügt.
Außerdem kündigte Bierhoff eine umfassende Analyse an. Dabei wurde kritisiert, dass Bierhoff und Löw weiterhin fest im Sattel säßen und der weitere Weg schon vorgezeichnet sei, auch wenn die Analyse befinden sollte, dass Löw und Bierhoff Teil des Problems seien und eventuell Platz für Neues machen sollten.
Zudem gab es vor, während und nach der WM immer wieder Kritik an Bierhoff bezüglich des Themas Fannähe. Kritisiert wurde etwa, dass während des Trainingslagers in Eppan (Südtirol) der Trainingsplatz mit blauen Folien abgeschirmt wurde und die Nationalspieler in Russland mitgereisten Fans kaum Autogramme gaben. Auch Bierhoffs neu entwickelte Marketingstrategien wie der Name DIE MANNSCHAFT für die DFB-Elf in Analogie zum Spitznamen l’équipe der Französischen Nationalmannschaft, der Hashtag #ZSMMN (ausgesprochen: „Zusammen“) oder der Slogan vor der WM 2018 „Best Never Rest“ wurden in diesem Zusammenhang kritisiert. Der #ZSMMN war dabei gar kein Marketingslogan, sondern sollte nur Tätigkeiten und soziale Projekte des DFB während der WM 2018 zusammenfassen. Bierhoff wurde von manchen Medien, ehemaligen Fußballspielern und Experten als „abgehoben“ wahrgenommen, der DFB habe den Kontakt zu den Fans verloren. Bierhoff habe „Vermarktung um jeden Preis“ betrieben. Im Zuge dessen gab Bierhoff zu, einen Fehler gemacht zu haben, und kündigte für die Zukunft mehr Fannähe an: Man habe vor der WM 2006 einen Verhaltenskodex entwickelt, an den man sich in letzter Zeit nicht mehr ganz gehalten habe. Fannähe sei ein „wichtiger Aspekt, den [er] sehr ernst nehme“, sagte Bierhoff. Man werde versuchen, „Nahbarkeit und Bodenständigkeit wieder zu intensivieren“. Bierhoff erklärte weiter: „Wir müssen wieder Nähe aufbauen“. Es gab allerdings auch Stimmen, die betonten, Bierhoff habe vor der WM vor zu viel Selbstgefälligkeit gewarnt und dass er die einzige relevante Person aus dem DFB sei, die seit dem WM-Aus öffentlich greifbar war. Bundestrainer Joachim Löw war nach dem Ausscheiden aus der WM etwa wochenlang öffentlich nicht greifbar. Die neue Fannähe war in den Spielen nach der WM deutlich spürbar. Bierhoff erklärte, es sei eine Erkenntnis gewesen, dass der DFB die Begegnung mit den Fans schaffen müsse.

## Privates
Oliver Bierhoff wuchs in Düren und Essen auf. Sein Großvater Eduard Bierhoff war Oberkreisdirektor im Kreis Düren und sein Vater Rolf Bierhoff Vorstandsmitglied bei der RWE AG. Als Torwart bei der SG Düren 99 war dieser in den 1950er Jahren Mannschaftskollege von Karl-Heinz Schnellinger. Mit dem Wechsel von Bayer Uerdingen zum HSV wurde auch erstmals der Vorstandsposten des Vaters thematisiert. Aufgrund des Status und des Gehalts des Vaters wurde Bierhoff von seinen damaligen Mitspielern gemobbt.
Bierhoff ging in Essen zur Schule und legte sein Abitur am Humboldt-Gymnasium ab. Seine Karriere als Fußballer begann bei der Essener Sportgemeinschaft 99/06 und dem ETB Schwarz Weiß Essen. Als Heranwachsender gehörte er den Essener Domsingknaben des Essener Münsters an.
Die Fernsehmoderatorin Nicole Bierhoff ist Oliver Bierhoffs ältere Schwester.
Seit dem 22. Juni 2001 ist Bierhoff mit Klara Szalantzy verheiratet. Das Paar hat zwei Töchter.
2002 schloss Oliver Bierhoff neben seiner Profilaufbahn ein wirtschaftswissenschaftliches Studium an der Fernuniversität in Hagen nach 26 Semestern erfolgreich als Diplom-Kaufmann ab. Der Titel seiner Diplomarbeit war Die Bestimmung des Platzierungspreises von Aktien im Vorfeld einer Börsenneueinführung – Eine vergleichende ökonomische Analyse am Beispiel des Börsenganges von Fußballvereinen.
Bierhoff gründete im März 2007 gemeinsam mit dem Sportwissenschaftler und ehemaligen Sportartikel-Manager Marc Kosicke die Projekt B GmbH, deren Geschäftszweck die Vermarktung von Sportlern, insbesondere von Fußballtrainern, ist. Zu den Kunden des Unternehmens gehören neben Bierhoff selbst unter anderem Holger Stanislawski, Jürgen Klopp, Michael Oenning und Bruno Labbadia.
Am 3. März 2010 verklagte die Kölner Beratungsagentur Sportsfirst, deren Geschäftsführer der ehemalige Nationaltorwart Toni Schumacher ist, Oliver Bierhoff wegen offener Provisionszahlungen.
Bierhoff ist seit 2003 Bürger der Gemeinde Berg am Starnberger See und trug sich dort am 25. Juli 2013 in das Goldene Buch der Gemeinde ein.

## Erfolge und Titel
Im Verein:
- 1998/99 italienischer Meister mit der AC Mailand

In der Nationalmannschaft:
- 1996 Fußball-Europameister
- 2002 Vizeweltmeister

Individuelle Ehrungen/Erfolge:
- 1992/93 Torschützenkönig der Serie B
- 1997/98 Torschützenkönig der Serie A
- 1997/98 Bronzener Schuh als drittbester Torschütze Europas
- 1998 Deutschlands Fußballer des Jahres

Als Manager der deutschen Fußballnationalmannschaft:
- Weltmeister: 2014
- Dritter der Weltmeisterschaft: 2006, 2010
- Zweiter der Europameisterschaft: 2008
- Sieger des Confed-Cups: 2017, Dritter 2005

## Auszeichnungen
- Silbernes Lorbeerblatt: 1996. Bei den folgenden Auszeichnungen, insbesondere für die Nationalmannschaft 2002, 2006, 2010 und 2014, erhielt Bierhoff eine Sonderausfertigung, die nicht dem Silbernen Lorbeerblatt entspricht. Dieses kann nur einmal verliehen werden.
- Einstufung als Weltklasse in der Rangliste des deutschen Fußballs: Winter 1997/98, Sommer 1998